# Badulla
Badulla (singalese බදුල්ල, tamil பதுளை),  è una città capoluogo dell'omonimo distretto nella Provincia di Uva in Sri Lanka.

## Storia
Nel distretto di Badulla risiedono 780.000 abitanti con una densità di 276 ab/km². Le lingue principali parlate dal popolo sono il singalese e il Tamil e il credo principale della città e dell'intero distretto è il Buddhismo.